# Владимир Димитров – Майстора
Вижте пояснителната страница за други личности с името Владимир Димитров.
Владимир Димитров Поппетров – Майстора е български художник от Македония, едно от големите имена в българската живопис. Твори през първата половина на ХХ век. Изявява се в портретния и пейзажния жанр и в битовата композиция. Неговите портрети и композиции притежават изразителни цветове, идеалистичен рисунък и силно символно излъчване. Майстора има принос и като военен художник – създава стотици скици на българските войски, предавайки емоциите в окопите и бита на войната. Той е и първият официален български военен кореспондент.

## Биография
Прадядото на Владимир Димитров Димитър е свещеник от македонското битолско село Магарево, който емигрира на североизток. Синът му Петър учи в килийно училище в Кюстендил и също става свещеник, като получава енория в село Вирче, Царевоселско, където се жени за Боя от Панчарево. След създаването на Княжество България в 1879 година семейството емигрира в Бобошево, а по-късно във Фролош, Дупнишко. Вторият син на Петър – Димитър се жени за Кана, бежанка от царевоселското село Стар Истевник. Във Фролош се раждат и шестте деца на семейството, от които оцеляват две – Владимир Димитров, роден на 1 февруари 1882 година, и Йорданка (Данка, 1888 – 1964). Бащата, поради липса на свещеническо място, работи като митнически стражар; при престрелка с престъпници е наранена дясната му ръка и той остава инвалид. В търсене на препитание през 1889 година семейството на Димитър и Кана се преселва в Кюстендил.
Владимир Димитров учи в Кюстендил, но тъй като семейството му живее в крайна бедност се налага той да напусне училище, за да помага. Работи като прислужник в хотел, продавач на книги, чиракува при бояджия, майстор на фладери. 16-годишен е назначен като писар в Окръжния съд, да преписва съдебните протоколи, а в свободните минути скицира тайно служители и подсъдими, прави и пейзажи. Когато рисунките му стигат до председателя на съда Никола Чехларов, той споделя с колегите си за самородния талант, а един от тях, Величко Граблашев, желаейки да помогне, изпраща 20 от скиците на Владимир Димитров в Държавното рисувално училище в София (днес Национална художествената академия) с лична молба до Иван Мърквичка. Преценката на Мърквичка е, че момчето е талантливо, но нямат възможност за стипендия и трябва в Кюстендил да се намерят средства. Тогава Чехларов събира рисунките на младежа и прави първата му изложба (11 май 1903) в гимнастическия салон на Педагогическото училище в Кюстендил, уговоря и по-видни граждани да събират месечно определена сума. Така след пет години работа като писар, с първоначално събраните средства Владимир Димитров постъпва като извънреден ученик в Рисувалното училище. Преподават му Петко Клисуров, Жеко Спиридонов, Антон Митов, Иван Мърквичка и други. В своя начален период рисува главно портрети (на Александър Теодоров-Балан, Николай Лилиев, Мърквичка, „Майка ми“) и пейзажи („На селската чешма“, „Пладнуващо стадо“ и други). Печели първите награди във всички студентски конкурси. Състудентите му го наричат Майстора. През 1909 година посещава биеналето във Венеция, пътува из Турция, Русия, Италия.
Владимир Димитров – Майстора завършва Рисувалното училище през 1910 г. Професорското тяло, с протоколно решение, вписва паметна бележка в главната книга. Макар че Владимир Димитров Поппетров е следвал като извънреден ученик, предвид на отличните му бележки, е решено да му се даде свидетелство за завършен курс като редовен. Решението е утвърдено от Министерството на народното просвещение. Това се оказва прецедент за случай, в който заради таланта си някой получава висше образование, без да е получил прогимназиално.
Участва като доброволец в Балканската война (1912 – 1913) – военен художник в целия поход на 13-и пехотен рилски полк и отразява войната в стотици рисунки. Участва и в Първата световна война (1915 – 1918) като художник на 7-а пехотна рилска дивизия. През 1916 се представя на изложбата на художниците от съюзническите армии в Берлин с 13 рисунки. В редица картини отразява българското участие в тези войни и живота на фронта – „Ранени“, „По Беласица“, „Инвалиди“, „На фронта на р. Струма“, „В гр. Скопие, 1916“, „Завръщане от фронта“ и други.
Положителна оценка за новаторството му в областта на графиката дават Николай Райнов, Сирак Скитник, Гео Милев. Критиката поставя името му начело в борбата против академизма и консерватизма.
Между 1911 и 1918 година с прекъсвания заради участието му във войните е учител по краснопис и гимнастика в Търговската гимназия в Свищов, а през 1919 година стажува в Трета мъжка гимназия в София.
Повлиян силно от толстоизма – близък е с толстоистите Никола Венетов, Христо Досев, Димитър Кацаров, Борис Георгиев, Йордан Гуглев. През 1922 година излага картини от цикъла си „Жътва“, посветен на събирането на житната реколта. През 1923 година работи и в Италия. През 1924 година се установява в кюстендилското село Шишковци по покана на Андон Виячев, където живее до 1951 година. Селяните го наричат „Рисувача“, хазяинът му го сравнява с Иван Рилски, а децата го наричат „Дядо Коледа“. През 1924 година сключва договор с американския сенатор д-р Джон О'Крейн, който предварително откупува всичко, което художникът ще нарисува през следващите четири години. През този период тематиката на творбите му е свързана предимно с хората и природата в Кюстендилския край: „Моми“ (около 1925 – 1935), „Моми-сестри от с. Дивля, Радомирско“ (около 1928 – 1930), „Цветница“, „Фамилия“ (около 1928), „Девойка от Кюстендилско“ (около 1930 – 1935), „Жетварка“ (1930 – 1935), „Мома с ябълки“ (около 1930 – 1935), „Жетварка от с. Шишковци“ (1935), „Жетвари на обяд“' (около 1935 – 1938), „Копачки“ (около 1935 – 1938), „Селско момиче сред макове“ (1935 – 1938) и други.
От 1930 до 1951 година работи като учител в кюстендилските села. До 9 септември 1944 година членува в дружество „Родно изкуство“ и в Дружеството на художниците в България, а след това – в Съюза на българските художници. Член е на Българската комунистическа партия от 1946 година. Като член на Националния комитет за защита на мира участва в конгреси във Вроцлав, Париж и Варшава.
Умира на 29 септември 1960 година в болницата ИСУЛ в София.

## Памет
На Владимир Димитров – Майстора е наречена улица в квартал „Бояна“ в София (Карта).

## Изложби
Самостоятелни
- 1922 – Манежа в София
- 1925 – Художествената академия в София
- 1927 – Художествената академия в София

Общи
- 1916 – Берлин
- 1922 – Рим
- 1925 – Прага

## Награди и отличия
- През 1944 г. е удостоен със званието „почетен гражданин на Кюстендил“.
- През 1950 г. – със званието Заслужил художник.
- През 1952 г. – със званието Народен художник.
- През 1950 г. е отличен с Димитровска награда.
- През 1952 г. – с орден „Кирил и Методий“ I степен.
- През 1957 г. – с орден „Народна република България“ I степен.
- През 1959 г. – с орден „Георги Димитров“.